# نيل ريمر
نيل ريمر (بالإنجليزية: Neill Rimmer)‏ (13 نوفمبر 1967 بليفربول في المملكة المتحدة - ) هو لاعب كرة قدم بريطاني في مركز الوسط. لعب مع إيبسويتش تاون ونادي إيفرتون وويغان أتلتيك ونادي سكاربورو وMossley A.F.C. ‏ ونادي ألترينتشام.

## وصلات خارجية
- نيل ريمر على موقع قاعدة بيانات كرة القدم.إي يو (الإنجليزية)
- نيل ريمر على موقع Soccerbase.com (لاعب) (الإنجليزية)